# Krov

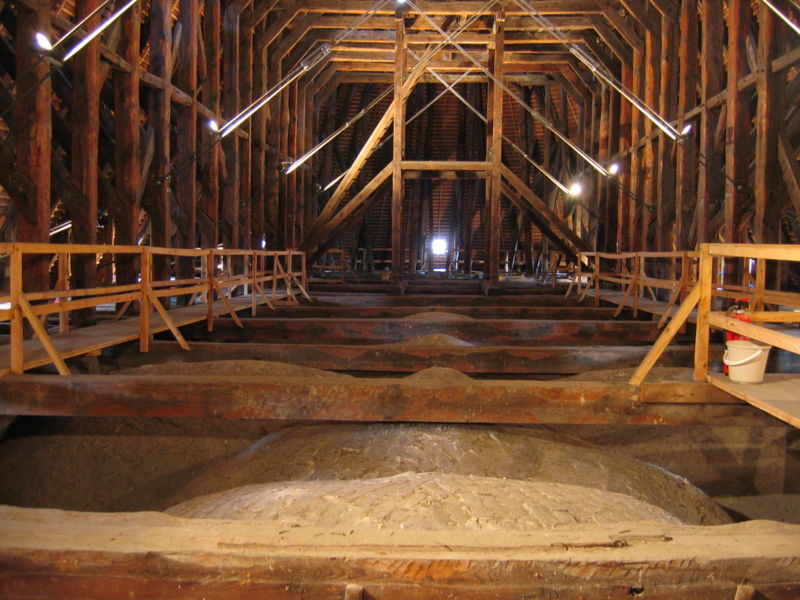
krov kostela Sv. Mikuláše v Berlíně-Spandau

Krov je nosná konstrukce střechy. Účelem krovu je přenášení zatížení od vlastní tíhy, skladby střešního pláště (záklop, laťování, izolační vrstvy, střešní krytina), sněhu, větru a případných dalších užitných zatížení, do svislých nosných konstrukcí stavby.

## Používané materiály a soustavy krovů
Krovy dělíme buď podle použitého materiálu (dřevěné, kovové, kombinované) nebo podle způsobu podepření krokví.
V moderní architektuře se setkáváme s krovy z oceli a někdy též železobetonu; tradičně se však jedná o dřevěnou tesařskou konstrukci. V různých historických dobách a geografických oblastech se vyvinuly rozmanité soustavy krovů.
V českém prostředí je nejrozšířenější soustava vaznicová. V dřívějších dobách se hojně používaly krovy hambalkové a věšadlové, dnes je na domech s malým rozpětím střech (do 6 metrů) nejčastější zjednodušený krov krokvový. Známá je též soustava vlašská, používaná na nízkých střechách. Na střechách štíhlých, například věžích, se používá soustava věžová.

## Požadavky na krov
Provedení krovu závisí především na velikosti stavby, rozpětí, sklonu a tvaru střechy, účelu využití budovy a prostředí.
Krov zatěžuje podpůrnou konstrukci ve svislém směru. Vodorovné síly se proto zachycují prostřednictvím vodorovných příčných prvků (vazných trámů, kleštin a táhel).
Střešní konstrukce musí být dostatečně tuhá v podélném i příčném směru; tomuto účelu slouží zavětrování.
Při stavbě krovu je třeba vzít v úvahu využití půdního prostoru (podkroví). V současné době je obvyklé obytné využívání podkroví, takže krov se konstruuje tak, aby umožňoval bezproblémový pohyb v podkroví. V současnosti používané krovy jsou proto jednodušší než krovy starší, u nichž bývá běžné, že půda je částečně neprůchozí.

## Skladba krovu

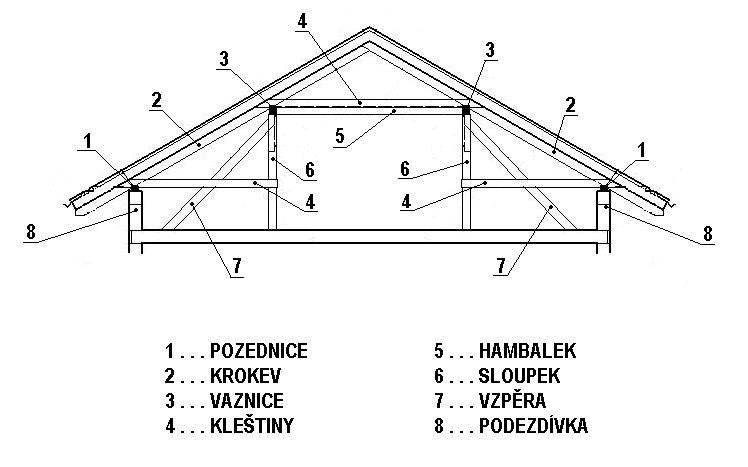
Schéma plné vazby stojaté stolice s popisem prvků

Krov se skládá z řady prvků vodorovných, svislých a šikmých. Části krovu se dělí na podélné a příčné. V nejběžnější vaznicové soustavě jsou příčnými prvky vazby; podélnými prvky jsou vaznice.

### Základní prvky
Vazba
Vazba je příčný profil krovu. Vazby se dělí na plné a jalové. Plná vazba je taková, která nese ostatní části krovu. Jalová vazba je taková, která obsahuje jen nesené části krovu, tj. krokve. Historicky se jalová vazba vyvinula později jako opatření k úspoře stavebního materiálu a odlehčení celého krovu.
Plné vazby se rozmisťují ve vzdálenosti 4–5 metrů od sebe; používají se zpravidla též na nároží a v úžlabí. Jalové vazby se rozmisťují v pokud možno pravidelných rozestupech mezi nimi každých 90–120 cm.
V nejběžnější vaznicové soustavě se plná vazba skládá z páru krokví, výztužného prvku (hambalku nebo kleštin) a podpůrného prvku (sloupku, vzpěry, pilíře, zděného štítu). Jalová vazba je složena pouze z krokví.
Vaznice
Vaznice je vodorovný trám, probíhající krovem podélně a podpírající krokve. Vaznice je uložena na plných vazbách. Vaznice může být umístěna buď v hřebeni střechy (hřebenová), při jejím úpatí (pozednice) nebo přibližně ve dvou třetinách výšky krovu (středová). Hřebenové a středové vaznice se kladou na výšku kvůli vyšší náchylnosti na průhyb; pozednice naplocho. Vaznice nesou krokve.

### Další prvky
Krokev
Krokev je šikmý prvek krovu, nesoucí střešní latě, na nichž je upevněna střešní krytina. Krokve tvoří vazby; vazba složená pouze z krokví se nazývá jalová.
V nejběžnější vaznicové soustavě krovů jsou krokve postaveny v příčném směru, tj. kolmo na vaznice. V soustavě vlašské jsou naopak krokve uloženy podélně a podepřeny příčnými vazníky.
Vazný trám
Vazný trám (dříve též vazník) je příčný vodorovný prvek krovu. Jde o hlavní nosník krovu, na kterém spočívají všechny ostatní prvky. V moderních krovech v domech, kde se předpokládá obytné využití podkroví, se uplatňují vazby bez vazného trámu. Jde o tzv. krokevní krovy, kde funkci vazného trámu (zachycení vodorovných sil) musí převzít patřičně dimenzovaná konstrukce stropu nebo obvodových zdí.
Hambalek
Hambalek je vodorovný trám spojující dvě protilehlé krokve v hambalkové soustavě krovu. Vkládá se mezi krokve v takové výšce, aby se pod ním mohlo procházet (200 cm a více). Dělí krokve v poměru 2 : 1 a jeho délka nesmí překročit 3,5 m.
Kleštiny
Párové vodorovné prvky ztužující pár krokví ve výšce hambalku; provádí se většinou ze dvou prken připevněných ke krokvím ze stran.
Sloupek
Svislý trám, jenž v plné vazbě podpírá vaznici.
Věšák
Svislý prvek, který v krovech větších rozpětí pomáhá odlehčit vazný trám, který nelze opřít o středovou stěnu budovy. Věšákem je vazný trám „zavěšen“ na hambalku.
Zavětrování
Zavětrování slouží ke ztužení (zpevnění) krovu zejména v podélném směru. Provádí v plných vazbách krátkými trámky (pásky) šikmo rozepřenými mezi sloupky a vaznice.

## Základní typy krovů vaznicové soustavy

### Krokevní krov

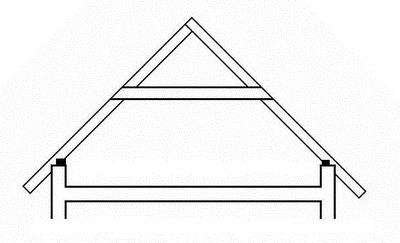
Příčný profil (plná vazba) krokevního krovu

Nemá jalové vazby; všechny vazby mají hambalek nebo kleštiny; nepoužívá vazný trám ani sloupky. Výhodný u obytného využití podkroví; ze statických důvodů se nedoporučuje použít pro rozpětí větší než 10 metrů. Tuto hodnotu lze ale i zvětšit, je ale nutné staticky spočítat (nadimenzovat) velikost jednotlivých prvků krovu. Dnes je v českém stavebnictví nejrozšířenější u rodinných domků.

### Stojatá stolice

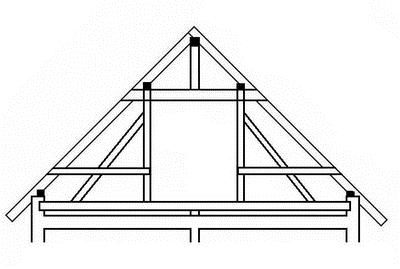
Příčný profil (plná vazba) stojaté stolice

Stojatá stolice je nejběžnější krov starých českých staveb, kde v plných vazbách jsou svislé sloupky (jeden až tři podle rozpětí střechy). Umožňuje zastřešit až 16 metrů široké budovy. Dnes používaný jen pokud je to ze statického řešení nezbytné. Obvykle se ale používají jednodušší typy stolic, velmi často pouze šroubované, bez obvyklých a typických tesařských spojů, které byly nahrazeny moderními spojovacími materiály.

### Ležatá stolice
Dnes již málo používaný typ stolice, zejména k náročnosti na zpracování. Lze ji použít místo stojaté stolice, a to zejména díky „položení“ sloupků, díky kterému je docíleno zvětšení prostoru mezi sloupky.
Výhodou ležaté stolice je přenesení zatížení blíže k nosné zdi, čímž dochází k menšímu namáhání vazního trámu a snížení možnosti průhybu. Díky tomu, že vaznice ale ve většině případů zůstává orientována kolmo (kvůli zachování nejlepších statických vlastností), je vzájemné spojení sloupku, vaznice a pásků řemeslně náročné, a proto tento typ konstrukce ustupuje do pozadí.

## Příhradové vazníky

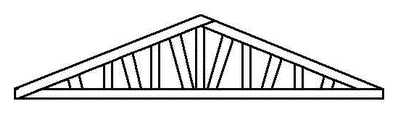
Schéma příhradového vazníku

Příhradový vazník je moderní tesařská konstrukce, složená z horního a dolního pásu, které jsou pospojovány svislicemi a příčkami. Jejich velkou výhodou je možnost snadné prefabrikace, a tím zkrácený čas montáže na stavbě. Provádí se zpravidla z prken a jednotlivé prvky se spojují zpravidla hřebíky či lepením. Používají se též plechové styčníkové desky, jimiž se vazníky spojují strojním lisováním. Další možností je použití spojovacích desek a konvexních hřebíků.
Příhradové vazníky se většinou používají na střechách mírného sklonu bez půdních prostor. Obvykle jsou trojúhelníkového tvaru, ale v zásadě jejich tvar není ničím omezen. Pomocí příhradových vazníků z lepených dřevěných nebo dřevoštěpkových profilů lze řešit i střechy velmi velkého rozpětí (v řádu desítek metrů).